# Кошелева, Екатерина Игоревна
Екатерина Игоревна Кошелева (род. 22 мая 2000 года в Екатеринбурге) — российская конькобежка, 2-кратная чемпионка и многократная призёр чемпионата России, 3-кратная обладатель Кубка России. Мастер спорта России (2018). Выступает за МБУ СШ "Юность" (Екатеринбург).

## Биография
Екатерина Кошелева родилась в Екатеринбурге. Всю начальную школу она занималась танцами, но они не очень ей нравились. Однажды в конце зимы в её родную 108-ю гимназии пришёл тренер отделения конькобежного спорта СШ "Юность" Александр Геннадьевич Хохлов и пригласил детей на тренировки. Многие "загорелись", но осталась там только Катя. Так в возрасте 11 лет, в конце 4-го класса она занялась конькобежным спортом. В её родном городе не было крытых катков, поэтому четыре года безвылазно она бегала в Челябинске на крытых катках, там проходила её многолетняя подготовка.
В 14 лет принимала участие в своих первых крупных соревнованиях на приз Лидии Скобликовой, которые проходили в Челябинске и заняла там три вторых места. В 2015 и 2016 годах выступала в региональных соревнованиях, часто попадая на подиум и в 2016 году стала чемпионкой Екатеринбурга. В 2017 году на VIII зимней Спартакиаде молодёжи выиграла "серебро" на дистанции 3000 метров и "бронзу" на 1500 метров. В феврале 2018 года на юниорском чемпионате страны Екатерина стала серебряным призёром в забегах на 1500 и 3000 метров, бронзовым на 1000 и стала чемпионом в командном спринте. 
Благодаря этим успехам она вошла в состав юниорской сборной. В марте 17-летняя спортсменка дебютировала на чемпионате мира среди юниоров и заняла 4-е место в командной гонке. На следующий год вновь была второй на первенстве России среди юниоров в забеге на 3000 метров и в масс-старте, и с 2019 года стала участвовать в чемпионате России среди взрослых. В феврале 2020 года она участвовала на VI Всероссийской зимней Универсиаде и выиграла масс-старт, а также была 2-й на дистанциях 1000 и 3000 метров и 3-й на 1500 метров. В марте на чемпионате России в многоборье заняла 4-е место. 
В ноябре 2021 года выиграла "бронзу" на чемпионате России на отдельных дистанциях в забеге на 5000 метров, а на юниорском Кубке мира выиграла золото в эстафете и семь раз поднималась на подиум. На VII Всероссийской зимней Универсиаде в марте 2022 года Екатерина стала первой в многоборье и на дистанции 3000 метров, а также 3-й на 1000 метров. В финале Кубка России победила на дистанции 3000 метров и стала третьей на 1500 метров, а 20 марта завоевала серебряную медаль в абсолютном зачёте на чемпионате России в классическом многоборье.
В декабре 2022 года на чемпионате России на отдельных дистанциях выиграла "золото" в забеге на 5000 метров и два "серебра" на 1500 и 3000 метров. В январе 2023 года Кошелева второй год подряд заняла 2-е место в многоборье на чемпионате страны. В сезоне 2023/2024 на чемпионате страны выиграла серебряную медаль в забеге на 3000 метров и бронзовые в забегах на 1500 и 5000 метров. В январе 2024 года на чемпионате России в классическом многоборье выиграла золотую медаль, установив при этом рекорд катка на «Кузбасс-Арене». 
В феврале на II Всероссийской Спартакиаде сильнейших она стала чемпионкой в забеге на 5000 метров, а также серебряным призёром в беге на 3000 и бронзовым на 1500 метров. В марте в финале Кубка России одержала победы в общем зачёте, в забегах на 1500 и 3000 метров. В сезоне 2024/2025 на чемпионате России на отдельных дистанциях Кошелева не попала на подиум ни в одном из финалов.  

## Личная жизнь
Екатерина Кошелева обучается в филиале УралГУФК, Екатеринбургском институте физической культуры на факультете физического воспитания. В её семье есть младшие брат и сестра. Она училась в музыкальном колледже по классу флейты, играет на флейте, фортепиано и укулеле. Изучает иностранные языки, неплохо знает английский, учит японский. Также может рисовать, вышивать, плести фенечку.